# 고씨삼강문
고씨삼강문(高氏三綱門)은 광주광역시 남구 압촌동에 있는 조선시대의 삼강문이다. 1985년 2월 25일 광주광역시의 기념물 제12호로 지정되었다.

## 개요
삼강문은 충신, 효자, 열녀를 기리기 위해 세운 정려(旌閭)이다.
이 삼강문은 임진왜란 때 금산전투에서 순국한 의병장 고경명(高敬命, 1533~1592)과 그 가족 6명의 충효열을 기리기 위해 세웠다. 1844년에 건립한 이 건물은 일반적으로 사용하는 정려의 건축 양식으로 평면은 정면 4칸, 측면 1칸으로 맞배지붕이다.

## 같이 보기
- 고경명

## 참고 자료
- 고씨삼강문 - 국가유산청 국가유산포털